# Centro Social Autogestionado Can Vies

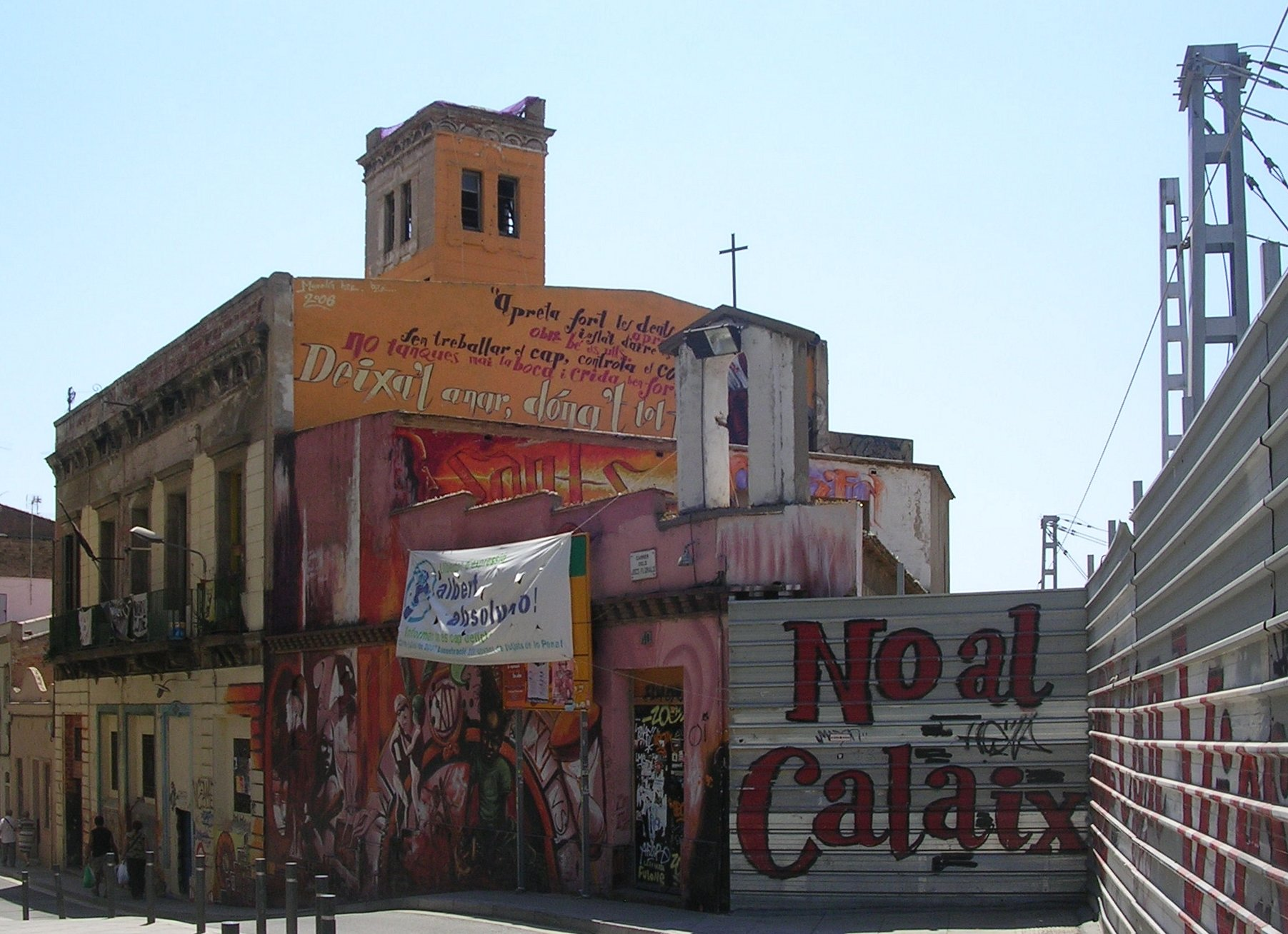
C.S.A. Can Vies, Barcelona-Sants.

Centro Social Autogestionado Can Vies es un centro social okupado situado en el barrio de Sants de Barcelona.

## Historia
El edificio fue construido en 1879 como consecuencia del inicio de las obras en la segunda línea de metro de Barcelona; se encuentra prácticamente encima de la estación de Mercat Nou de la Línea 1. Construido inicialmente para servir de almacén de material para esta línea metropolitana, posteriormente se convirtió en el edificio de los trabajadores del metro, bajo el nombre de Círculo Social Metropolitano; siendo colectivizado durante la guerra civil española por la Confederación Nacional del Trabajo.
En época franquista el edificio pasó a la sección sindical del metro del Sindicato Vertical, anexándose una capilla presidida por la Virgen de Montserrat. Después de la legalización de los sindicatos, el edificio continuó haciendo sus funciones como edificio de los trabajadores, teniendo allí la sede del dispensario y diferentes despachos sindicales de la CNT. El edificio sufrió ataques incendiarios de extraña procedencia al principio de la década de 1990 —cuando los trabajadores mantenían un conflicto laboral con la empresa Transportes Metropolitanos de Barcelona (TMB)— que afectaron a parte del edificio, lo que provocó que una parte quedara en desuso.

## Centro Social Autogestionado

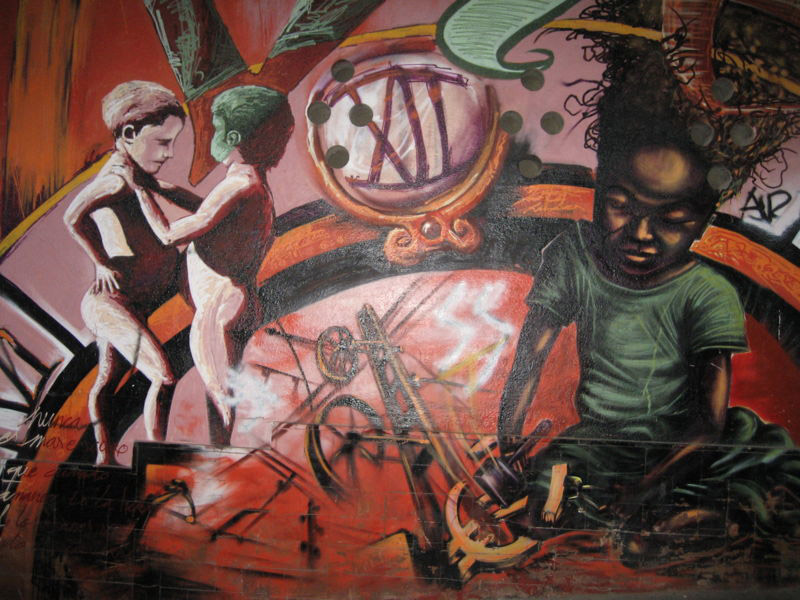
Detalle en la fachada de Can Vies

El edificio fue ocupado el 10 de mayo de 1997 por parte de jóvenes del barrio de Sants de Barcelona en respuesta a la falta de espacios donde poder realizar actividades tanto de carácter lúdico como político. En aquel momento TMB inició un proceso judicial que fue archivado en 1998. La llegada del AVE a la ciudad de Barcelona replanteó que el Ayuntamiento de Barcelona aprobara un "plan de reordenación urbanística" afectando así a este espacio y otros edificios de la zona. Los ocupantes defendieron que el espacio pertenece legítimamente a los vecinos y vecinas de Sants, oponiéndose a  hacer edificios de viviendas privadas, abandonando así su uso público. Los representantes de comités de empresa del metro y del autobús de TMB de la Confederación General del Trabajo, el Front d'Alliberament Gai de Catalunya (FAGC, Frente de Liberación Gay de Cataluña), la Coordinadora d'Associacions per la Llengua (CAL, Coordinadora de Asociaciones por la Lengua) el Colectivos de Jóvenes Comunistas, el Centro Social de Sants y la Asociación de vecinos de La Bordeta (Sants) manifestaron su pleno apoyo a la conservación de Can Vies (CSA).
Parte del Centro Social Autogestionado es utilizado como vivienda y parte como centro social donde se organizan asambleas, la maquetación del periódico de comunicación popular La Burxa, fiestas, pases de vídeo, talleres de teatro, debates, representaciones teatrales y musicales, presentaciones de libros, pases de películas o documentales sociales e históricos, comidas populares veganas u otras. También sirve de espacio para realizar un taller de teatro semanal, y es la sede de la Colla del baile de bastones de Sants (danza popular y tradicional de Cataluña) impulsado desde el propio Centro Social.
En el CSA Can Vies, el órgano de máxima soberanía es la asamblea. Funciona por consenso, de una manera horizontal, es decir no jerárquica, sin representantes, mediante la "responsabilidad colectiva". Participa en la Asamblea del Barrio de Sants, en la Asamblea de Okupas de Barcelona, aparte de otras campañas, como las que están en contra de la Ordenanza del Civismo o anti-represivas y de apoyo en los presos políticos catalanes.
En el CSA Can Vies participan y han participado muchos colectivos: "La Burxa", "Construint" (Construyendo), "Asamblea de Jóvenes de Sants", "Negres Tempestes", "BarriSants.org", "Agon", "Colectivo de Cine", "Colectivo de Teatro", "Víctimes del Civisme" (Víctimas del Civismo), Colla Bastonera de Sants, "Acció Llibertaria de Sants" y otros.
Can Vies ha sido matriz, nexo de unión y paraguas de varias iniciativas sociales y culturales que han echado profundas raíces en el barrio.

## Desalojo

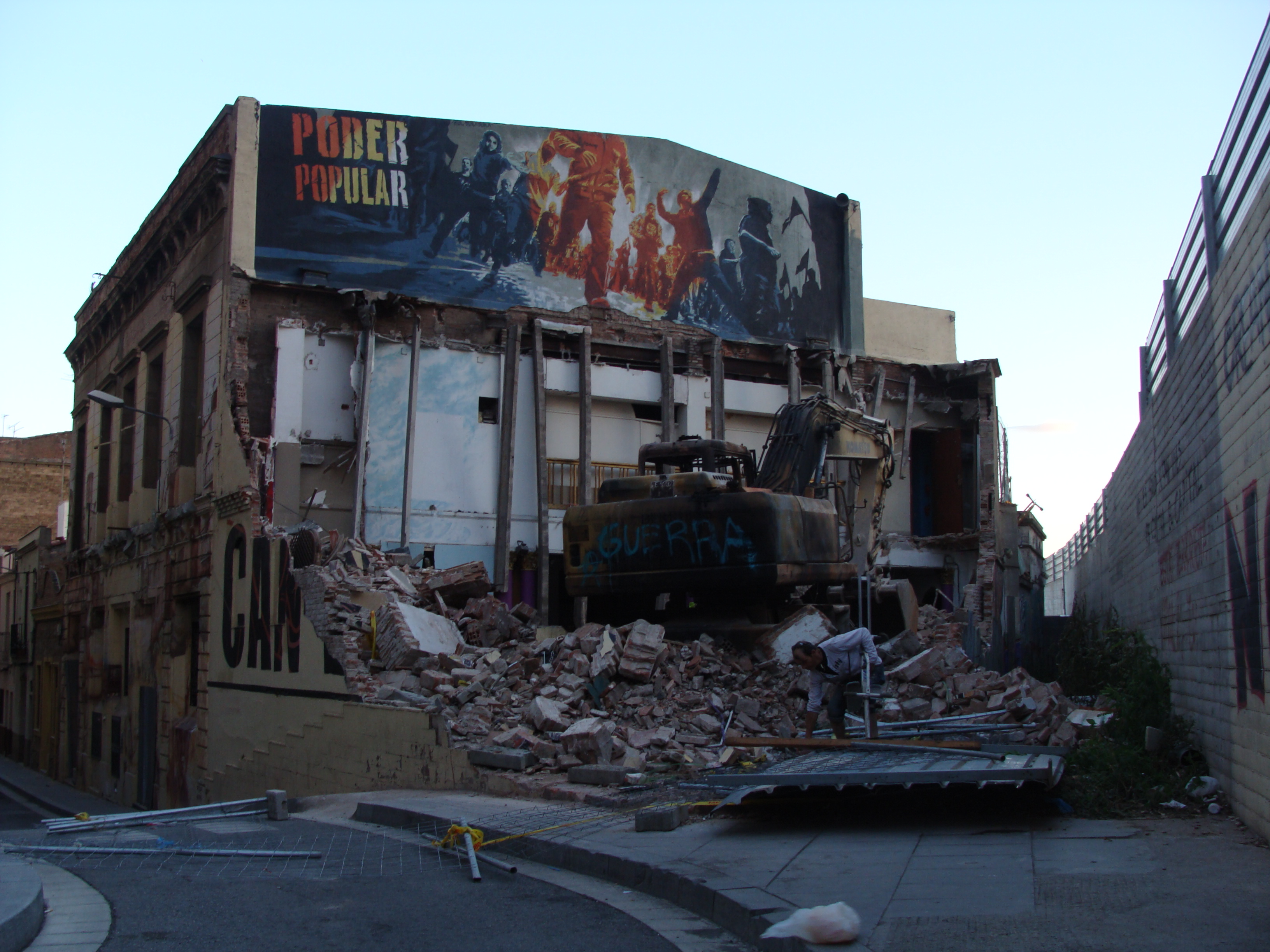
Estado del centro tras su demolición parcial, puede verse la retroexcavadora calcinada

El 26 de mayo de 2014 se comenzó con el desalojo del centro social, lo cual terminó con graves incidentes entre la policía y los ocupantes de Barcelona. Durante el desalojo más de mil personas se congregaron para demostrar su repudio. El 27 de mayo, nuevamente hubo una concentración de un millar de personas que atacaron las retroexcavadoras y levantaron barricadas en contra de las fuerzas del orden. A través de las redes sociales se hizo un llamado a todas las entidades sociales para manifestarse nuevamente en contra del desalojo y demolición del centro social. Durante el tercer día de protesta, hubo más de 30 detenidos además del ataque a las sedes del Convergència Democràtica de Catalunya, bancos y una furgoneta de la televisión pública catalana TV3.
Durante la mañana del 31 de mayo de 2014 y tras el anuncio del ayuntamiento de Barcelona de paralizar las obras de demolición del edificio tras las protestas, más de 300 personas se concentraron en lo que quedaba del C.S.A. Can Vies para participar activamente en su reconstrucción, con ayuda de obreros, bomberos y arquitectos.